# یولگریو
یولگریو (به انگلیسی: Youlgreave) یک روستا و محله مدنی در بریتانیا است که در داربی‌شر دالاس واقع شده‌است.